# Les Affiches en goguette
Les Affiches en goguette je francouzský němý film z roku 1906. Režisérem je Georges Méliès (1861–1938). Film trvá zhruba 4 minuty.

## Děj
Film zachycuje stěnu plnou reklamních plakátů, které načas ožijí.